# Maria Karłowska
Maria Karłowska, CSDP, řeholním jménem Maria od Ukřižovaného Ježíše (4. září 1865, Dobieszewo – 24. března 1935, Pniewite) byla polská římskokatolická řeholnice, zakladatelka a členka kongregace Sester Dobrého Pastýře Božské Prozřetelnosti. Katolická církev ji uctívá jako blahoslavenou.

## Život
Narodila se dne 4. září 1865 osadě Karłowo ve vesnici Dobieszewo v gmině Kcynia v okrese Nakło jako jedenácté dítě Mateuszi Karłowskému a Eugenii Dembińské. Pocházela z velké statkářské rodiny. Pokřtěna byla dne 8. října 1865 v kostele sv. Kateřiny v osadě Smogulec. Dne 3. května 1875 přijala své první svaté přijímání v kostele Nejsvětější Panny Marie v Poznani.
Roku 1882 složila se svolením svého zpovědníka soukromý slib cudnosti. Téhož roku zemřeli ve sledu pouhých dvou měsíců za sebou její rodiče. Po osiření odešla do Berlína, kde absolvovala kurz šití, aby mohla pracovat v Poznani v dílně své starší sestry a kmotry Wandy jako instruktorka zde zaměstnaných dívek. Dne 18. listopadu 1886 přijala z rukou arcibiskupa Juliuse Dindera svátost biřmování v kapli sv. Josefa v Poznani.

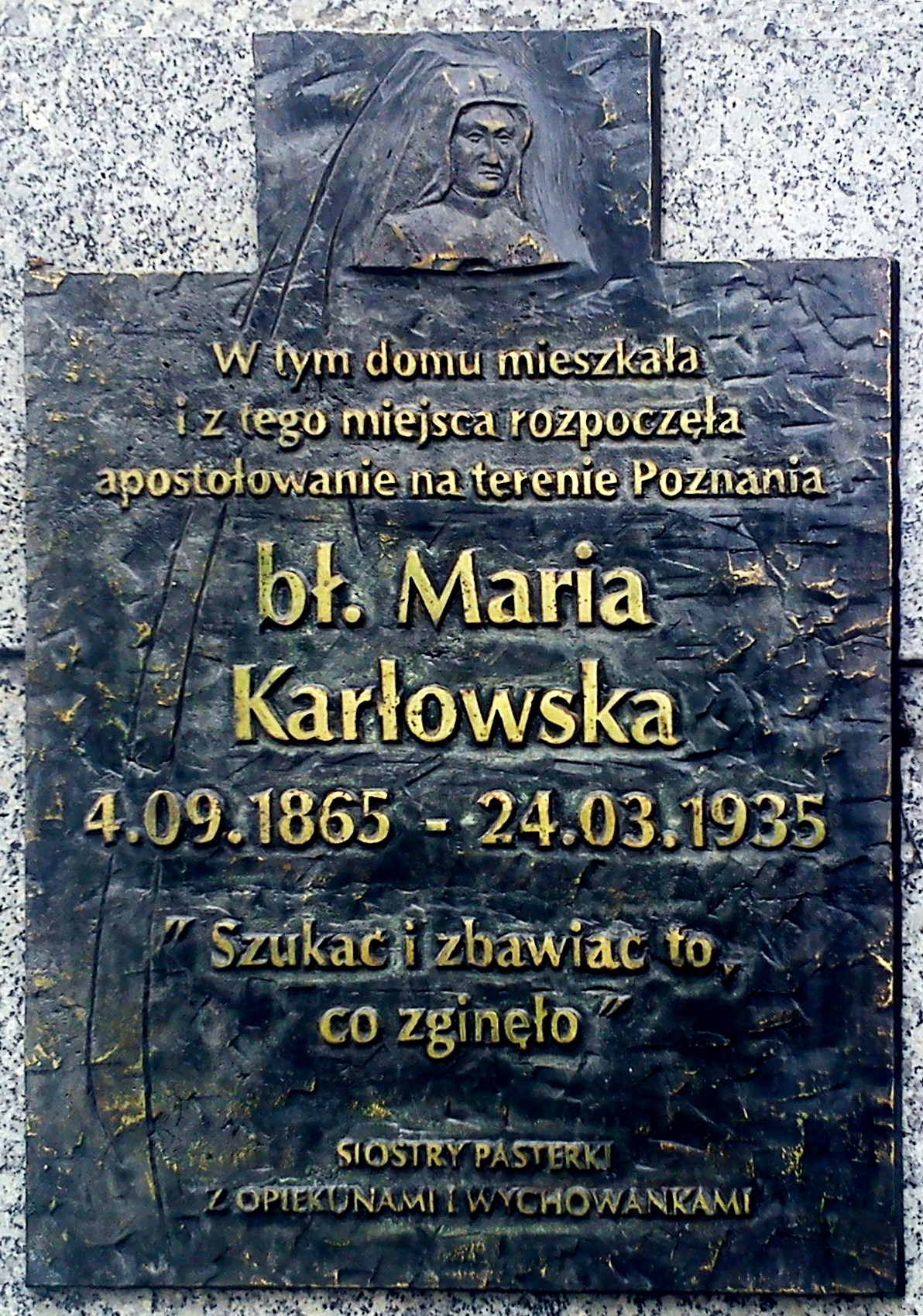
Její pamětní deska v Poznani

V listopadu roku 1892 se v Poznani setkala s chudou dívkou jménem Franke, která jí popsala svůj život. Toto setkání ji inspirovalo k pomoci zanedbaným a opuštěným lidem a dalším charitativním činnostem. V bytě své kamarádky Klementyny Jaworské v Poznani zřídila za podpory církve jesle pro chudé dívky. Chodila také po okolí a potřebné sama vyhledávala.
V roce 1894 založila ženskou řeholní kongregaci Sester Dobrého Pastýře Božské Prozřetelnosti a vypracovala jí stanovy. Její charitativní činnosti si všimla hraběnka Aniela Potulicka, která jí darovala hospodářské budovy se 4 hektary pozemků ve Winiarech (část Poznaně), kde byl v letech 1895–1908 postaven domov s kapacitou 70 osob. Dne 20. června 1902 složila spolu s několika svými společnicemi své řeholní sliby.
Jí založená kongregace se rychle rozšiřovala a její členky měly na starost sociální práce mezi chudými, nemocnými a pomáhaly rozvráceným rodinám a dalším lidem na okraji společnosti. Dále její kongregace zřizovala a spravovala vzdělávací a resocializační centra, jakož i nemocnice a zdravotnická střediska pro ženy, které propadly prostituci a nakazily se pohlavními chorobami. Tyto dobročinné instituce byly jí založenou kongregací zřizovány také v dalších městech.
Zemřela v pověsti svatosti dne 24. března 1935 v řeholním domě ve vesnici Pniewite v gmině Lisewo v okrese Chełmno po boku modlících se sester se zapálenou svíčkou v ruce asi v poledne po delší nemoci. Její pohřeb se konal následujícího 28. března ve městě Jabłonowo Pomorskie. Jejího pohřbu se zúčastnili mj. biskupové Stanisław Okoniewski a Konstantyn Dominik. Dne 31. srpna 1935 byly její ostatky uloženy do kaple mateřského domu jí založené kongregace ve městě Jabłonowo Pomorskie.

## Úcta
Dne 11. července 1995 ji papež sv. Jan Pavel II. podepsáním dekretu o jejích hrdinských ctnostech prohlásil za ctihodnou. Dne 8. dubna 1997 byl uznán zázrak na její přímluvu, potřebný pro její blahořečení.
Blahořečena pak byla dne 6. června 1997 v Zakopaném papežem sv. Janem Pavlem II. při jeho apoštolské návštěvě Polska.
Její památka je připomínána 6. června. Bývá zobrazována v řeholním oděvu. Je patronkou jí založené kongregace a města Jabłonowo Pomorskie.